# John Knowles
John Knowles (Fairmont, 1926 – Fort Lauderdale, 29 novembre 2001) è stato uno scrittore statunitense. È noto soprattutto per il suo romanzo Pace separata.

## Biografia
Figlio del dirigente di una compagnia carbonifera, Knowles ha frequentato le scuole pubbliche del suo paese natale e a sedici anni si è iscritto alla Phillips Exeter Academy, dove è ambientato Pace separata e che nel libro è chiamata Devon School. In questa scuola Knowles frequentò dei corsi estivi di recupero per rimediare ai suoi pessimi voti: nonostante le lezioni, l'ambiente era rilassato e in quella occasione lui e i suoi amici fondarono la Super Suicide Society of the Summer Session che richiedeva ai suoi aderenti di gettarsi nel fiume da un alto albero: lo stesso albero che è un elemento cruciale del libro.
Iscritto a Yale nel 1944, ha sospeso gli studi per arruolarsi ed è tornato a Yale per poi laurearsi nel 1949.
Negli anni 50 ha lavorato come giornalista e critico teatrale, quindi si è dedicato alla scrittura; il suo libro più famoso, Pace separata, che è il suo romanzo di esordio, racconta la storia di un gruppo di giovani sedicenni all'interno di una scuola superiore mentre nel mondo infuria la  guerra e del loro tardivo coinvolgimento morale o fisico con il conflitto, è uscito nel 1959 presso un editore inglese, essendo stato rifiutato in precedenza dagli editori statunitensi.
Il libro, raccontato in prima persona, è un romanzo di formazione incentrato sull'amicizia dei due giovani protagonisti Phineas e Gene (il narratore). Dal libro è stato tratto il film A separate peace, uscito nel 1972 per la regia di Larry Peerce.
Dopo il suo libro di esordio Knowles ha lavorato ad altri libri ma il primo, parzialmente autobiografico, è il più noto e apprezzato.  Ha insegnato scrittura creativa presso l'Università della Carolina e a Princeton, quindi, negli anni 80 si è trasferito a Fort Lauderdale ed è stato insegnante di scrittura all'università di Boca Raton.
Si è spento dopo una breve malattia.

## Opere
- Pace separata (A Separate Peace ), Milano, Bompiani, 1962
- Morning in Antibes, New York, Macmillan, 1962
- Double Vision; American Thoughts Abroad, New York, Macmillan, 1964
- Indian Summer, New York, Random House, 1966
- Phineas; six stories, New York, Random House, 1968
- The Paragon, New York, Random House, c. 1971
- Spreading Fires, New York, Random House, 1974
- A Vein of Riches, Boston, Little Brown, 1978
- Peace Breaks Out, New York, Holt, Rinehart and Winston, 1981
- A Stolen Past, New York, Holt, Rinehart and Winston, 1983
- The Private Life of Axie Reed, New York: John Knowles, 1986

## Premi
- Richard and Hinda Rosenthal Foundation Award del National Institute of Arts and Letters;
- William Faulkner Award (1960);
- National Association of Independent Schools Award (1961).[3]